# دي. سي. ماكنيل
دي. سي. ماكنيل هو سياسي كندي، ولد في 7 نوفمبر 1927 في هاليفاكس في كندا، وتوفي بنفس المكان في 18 يناير 2015. نشط حزبياً في جمعية المحافظين التقدمية لنوفا سكوشا.

## وصلات خارجية
- دي. سي. ماكنيل على موقع HockeyDB.com (الإنجليزية)